# Énergie renouvelable au Kenya

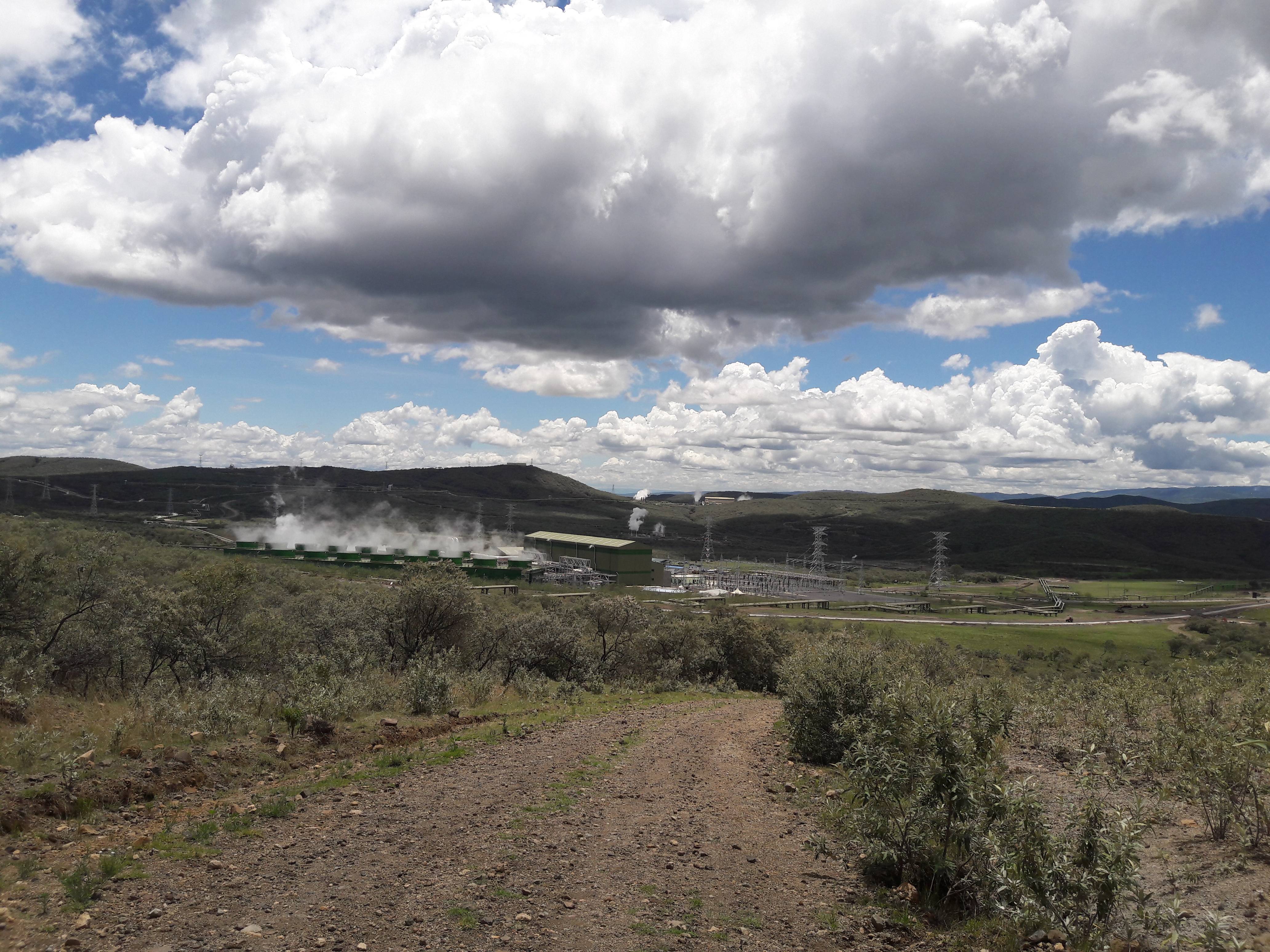
Centrale géothermique Olkaria V

Selon les chiffres officiels, en 2022, 87,5% de l'énergie produite au Kenya est produite par des sources d'énergie renouvelable. L'accès à une énergie fiable, abordable et durable est l'un des 17 principaux objectifs des objectifs de développement durable des Nations unies. Le développement du secteur de l'énergie est également essentiel pour aider le Kenya à atteindre les objectifs du programme Kenya Vision 2030 pour devenir un pays nouvellement industrialisé à revenu intermédiaire. Avec une capacité installée de 2819 MW, le Kenya produit actuellement 826 MW d'énergie hydroélectrique, 828 MW d'énergie géothermique, 749 MW d'énergie thermique, 331 MW d'énergie éolienne et le reste à partir de sources solaires et de biomasse. Le Kenya est le plus grand producteur d'énergie géothermique en Afrique et possède également le plus grand parc éolien du continent (projet d'énergie éolienne du lac Turkana ),. En mars 2011, le Kenya a ouvert la première bourse du carbone d'Afrique pour promouvoir les investissements dans les projets d'énergie renouvelable. Le Kenya a également été sélectionné comme pays pilote dans le cadre du programme de développement des énergies renouvelables dans les pays à faible revenu pour accroître le déploiement de solutions d'énergie renouvelable dans les pays à faible revenu. Malgré des progrès significatifs dans le développement des énergies renouvelables, environ un quart de la population kenyane n'a toujours pas accès à l'électricité, ce qui nécessite des changements de politique pour diversifier le pluralisme de production d'énergie et promouvoir des partenariats public-privé pour le financement de projets en énergie renouvelable,.

## Sources d'énergie renouvelable

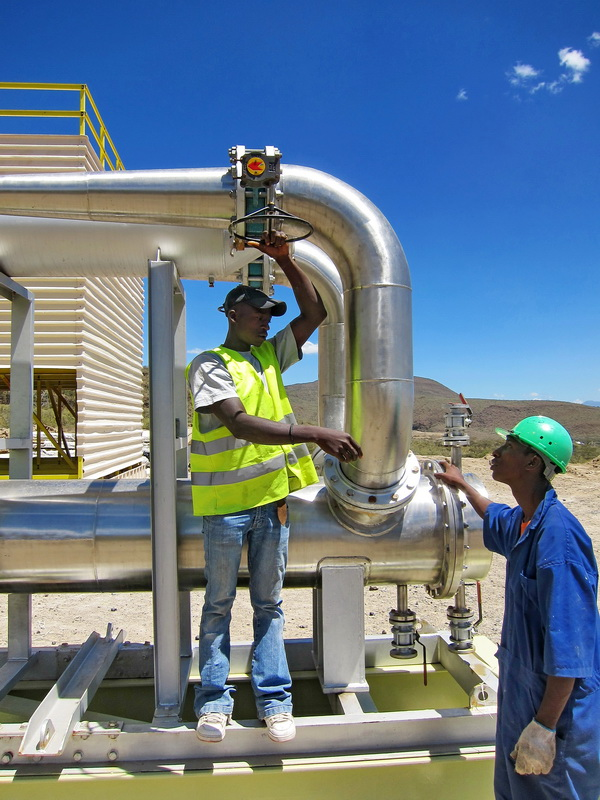
Ouvrier à la centrale géothermique d'Olkaria

### Géothermie
Le Kenya est le septième plus grand producteur d'énergie géothermique au monde et le plus grand producteur géothermique d'Afrique. C'est l'un des premiers pays d'Afrique sub-saharienne à exploiter l'énergie géothermique à grande échelle. L'exploration des ressources géothermiques dans la vallée du Rift au Kenya commence dans les années 1950 et s'accélère dans les années 1960. En 1970, le Programme des Nations Unies pour le développement et la Kenya Power and Lighting Company menent des explorations géologiques dans le Kenya Rift et identifient Olkaria comme le meilleur candidat pour le forage exploratoire. Cela conduit à partir de 1981 au lancement de la centrale géothermique d'Olkaria, la première centrale géothermique d'Afrique. 
Avec plus de 300 puits creusés à ce jour, le Kenya tire près de la moitié de son énergie (48%) de centrales géothermiques. Cependant, les coûts élevés et les risques élevés du développement sur le terrain posent des obstacles importants au financement du secteur privé. Le manque d'expertise technique et la médiocrité des structures de gouvernance limitent également le développement de l'énergie géothermique. Récemment, les écologistes ont critiqué l'extraction d'énergie à Hell's Gate, un parc national qui a été désigné comme site du patrimoine mondial de l'UNESCO. Cela justifie d'autres considérations pour la faune locale et l'approvisionnement en eau souterraine lors du forage de murs de vapeur pour l'énergie géothermique. La Geothermal Development Company (GDC), une agence gouvernementale semi-autonome, est chargée de développer les gisements de vapeur et de vendre de la vapeur géothermique pour la production d'électricité à la Kenya Electricity Generating Company (KenGen) et aux producteurs d'électricité indépendants.[réf. nécessaire] La société de développement géothermique a foré 59 puits dans les projets Olkaria I à Olkaria IV entre 2009 et 2010. « Idéalement situé au cœur de la vallée du Rift, une faille tectonique qui traverse la région de Djibouti jusqu’au Mozambique, le Kenya dispose d’un potentiel géothermique total estimé à 10 000 MW. »

### Hydroélectricité
L'hydroélectricité représente 36 % du potentiel énergétique renouvelable du Kenya. Une grande partie de l'énergie hydroélectrique du Kenya provient de la rivière Tana. Les centrales hydroélectriques de Seven Forks sont cinq centrales situées le long de la partie inférieure de la rivière Tana : la centrale électrique de Masinga, la centrale électrique de Gitaru, la centrale électrique de Kamburu, la centrale électrique de Kindaruma et la centrale électrique de Kiambere. Plusieurs petites centrales hydroélectriques ont également été mises en place en tant que systèmes autonomes pour fournir de l'électricité aux zones reculées. Bien que le gouvernement kenyan ait toujours compté sur l'hydroélectricité pour la production d'électricité, le changement climatique a eu un impact sur la dépendance à l'hydroélectricité en influençant les régimes de précipitations et de température, entraînant des périodes d'inondations et de sécheresses. Le gouvernement kenyan fait pression pour un passage à d'autres sources alternatives de production d'électricité. D'ici 2030, l'hydroélectricité ne représentera que 5% de la capacité totale. Des considérations doivent également être prises pour ne pas mettre en danger l'accès à l'eau potable lors de l'expansion du système énergétique.

### Énergie éolienne
Depuis le début du XIXe siècle, l'énergie éolienne est utilisée pour le pompage de l'eau domestique et l'irrigation au Kenya. Pour accélérer le développement de l'énergie éolienne, le Kenya a réformé ses cadres juridiques et institutionnels grâce à de faibles tarifs de rachat, aux enchères d'énergie et à la facturation nette. Récemment, le Kenya a lancé le projet d'énergie éolienne du lac Turkana, le plus grand projet d'énergie éolienne en Afrique et le plus grand investissement public-privé de l'histoire du Kenya. Le parc éolien se compose de 365 turbines avec la capacité de générer 310 MW pour le réseau national du Kenya. Cependant, le projet a également été accusé de porter atteinte aux droits des communautés Rendille, Samburu et Turkana vivant sur les terres de la concession. Des tensions s'ensuivent alors que les villages ont été forcés de déménager et que les habitants luttent pour trouver un emploi. De plus, étant donné que les communautés entourant le comté de Marsabit ne sont pas connectées au réseau national, les résidents eux-mêmes ne recevront pas l'énergie produite par le projet. La négligence des droits fonciers locaux a entraîné le déplacement des communautés autochtones et un déficit persistant de la demande énergétique qui reste non résolu.

### Énergie solaire

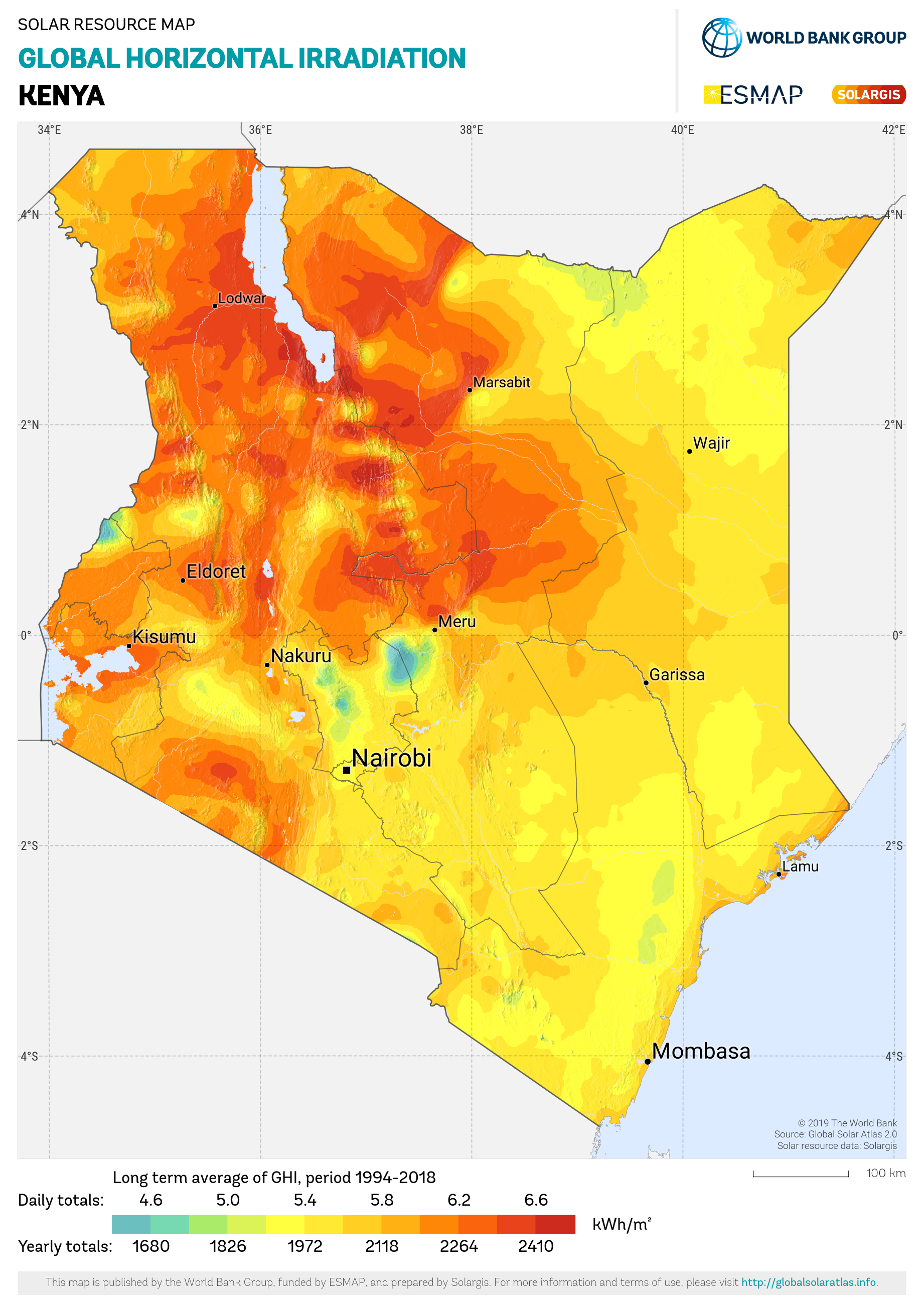
Potentiel solaire du Kenya

Le Kenya a l'un des taux de possession d'énergie solaire domestique les plus élevés au monde. De plus en plus de Kenyans se tournent vers l'énergie solaire en raison des coûts de connectivité relativement élevés au réseau et de l'abondance de l'énergie solaire au Kenya. Les systèmes solaires photovoltaïques sont particulièrement répandus parmi les ménages ruraux ayant un accès limité à l'électricité du réseau. Ils sont vendus aux utilisateurs au Kenya par le biais d'un réseau concurrentiel de marché libre et sont couramment utilisés pour le pompage solaire de l'eau, l'irrigation solaire et le stockage à froid. De plus en plus d'usines installent des panneaux solaires sur leurs toits pour contrer le coût élevé et l'instabilité du réseau électrique. En vertu de la loi de 2013 sur la taxe sur la valeur ajoutée (TVA), de la loi de 2014 modifiant la loi sur la TVA et de la loi de finances de 2018, le gouvernement kenyan a accepté de supprimer les droits d'importation et la TVA à taux zéro pour les équipements et accessoires d'énergie renouvelable.
Pour atteindre les objectifs d'énergie renouvelable énoncés dans "Vision 2030", le gouvernement kenyan a lancé plusieurs projets d'énergie solaire, dont la centrale solaire de Garissa a considérablement réduit les coûts énergétiques au Kenya et est devenue la plus grande centrale solaire de l'Est et du Centre. Afrique. Plusieurs autres centrales solaires opérationnelles ou en construction comprennent : Rumuruti (40 MW), Radiant (40 MW), Eldosol (40 MW), Alten (40 MW), Kenyatta University (10 MW), Malindi (52 MW), et Kopere (50 MW). Des entreprises telles que M-Kopa proposent des plans de paiement à l'utilisation pour rendre les produits d'énergie solaire plus abordables et accessibles aux ménages à faible revenu. En outre, la Banque mondiale et la Société financière internationale (IFC) se sont associées dans le cadre d'une initiative Lighting Africa. Les entreprises occidentales ont également aidé à parrainer les efforts visant à introduire des solutions d'énergie solaire décentralisées dans le pays,. Ces efforts ont fait du Kenya un leader mondial en nombre de systèmes d'énergie solaire installés par habitant.

## Politiques réglementaires et économiques
À partir du milieu des années 1990, le Kenya s'est lancé dans une série de réformes structurelles et réglementaires dans son secteur de l'énergie. La loi sur l'énergie électrique de 1997 a confié à la Kenya Electricity Generating Company (KenGen) la responsabilité de la production d'électricité et à la Kenya Power and Lighting Company (KPLC) la responsabilité du transport et de la distribution d'électricité. La loi a également créé le Conseil de réglementation de l'électricité pour déterminer les tarifs à la consommation et promouvoir la concurrence. Plus tard, la loi sur l'énergie de 2006 a créé la Commission de régulation de l'énergie en tant qu'unique agence de régulation chargée de réglementer les aspects économiques et techniques du secteur de l'énergie. Plus récemment, le président Uhuru Kenyatta a adopté la loi sur l'énergie de 2019 pour consolider les lois relatives à l'énergie et établir l'Autorité de réglementation de l'énergie et du pétrole à la place de la Commission de réglementation de l'énergie. En 2008, le gouvernement kenyan a introduit des tarifs de rachat (FIT) pour attirer les investissements privés dans la production d'électricité à partir de sources d'énergie renouvelables. La première itération de cette politique, cependant, était limitée à l'énergie éolienne, hydroélectrique et à l'électricité produite à partir de la biomasse. En 2010, la politique a été révisée et a ajouté de nouveaux tarifs pour l'électricité générée par la géothermie, l'énergie solaire et le biogaz. Dans le cadre du système FIT, les investisseurs dans les énergies renouvelables bénéficient d'une sécurité d'investissement et d'une stabilité du marché pour fournir de l'électricité au réseau national. Bien que des politiques de FIT aient été adoptées pour diversifier les sources d'énergie, générer des revenus et réduire les émissions de gaz à effet de serre, il y a eu un retard important dans le déploiement des projets d'énergie renouvelable en raison du manque d'expertise technique et des inefficacités dans la mise en œuvre des politiques.

## Investissement étranger

### Puissance Afrique
Le Kenya est bénéficiaire du mouvement Power Africa, un partenariat avec l'Agence des États-Unis pour le développement international (USAID) visant à accroître l'accès à l'électricité en Afrique subsaharienne. Le mouvement a soutenu divers projets d'énergie renouvelable au Kenya, notamment le parc éolien de Kipeto, le système solaire du centre commercial Garden City et le projet d'énergie éolienne du lac Turkana. Par le biais de Power Africa, les États-Unis ont collaboré étroitement avec les ministères du gouvernement kenyan, les services publics d'énergie, les entreprises du secteur privé et les entrepreneurs pour étendre l'accès à l'électricité dans tout le pays. Plus précisément, le projet Power Africa Off-Grid travaille avec des systèmes solaires domestiques et des entreprises de mini-réseaux pour étendre l'accès à l'énergie aux communautés et aux entreprises mal desservies. Les questions foncières étant traditionnellement la principale source de griefs communautaires contre les projets de développement, les discussions ont été centrées sur l'engagement communautaire pour assurer la transparence du processus d'acquisition des terres et favoriser des relations mutuellement bénéfiques entre le promoteur et la communauté.

### Fonds vert pour le climat
Créé en 2010, le Fonds vert pour le climat est le plus grand fonds climatique au monde qui aide les pays en développement à réduire leurs émissions de gaz à effet de serre et à améliorer leur capacité à réagir au changement climatique. L'économie du Kenya est très vulnérable au changement climatique en raison de sa dépendance à l'égard de l'agriculture pluviale, du tourisme et de la production d'énergie hydroélectrique. Récemment, le Kenya a lancé un projet de plusieurs millions de dollars sur cinq ans dans le cadre du Fonds vert pour le climat afin de lutter contre les effets du changement climatique sur l'approvisionnement local en eau et l'économie nationale du pays. Intitulé « Vers la fin des urgences de sécheresse (TWENDE) », le projet vise à renforcer le cadre institutionnel existant pour la réponse climatique et à améliorer la résilience du secteur agricole dans les terres arides du Kenya. Bien que ces efforts pour soutenir l'atténuation et l'adaptation au climat soient bien intentionnés, des inquiétudes existent quant à savoir si le Kenya a mis en place des mécanismes adéquats pour puiser dans le Fonds vert pour le climat dans sa lutte contre les effets liés au changement climatique. Le soutien des principales parties prenantes, y compris le gouvernement national et les partenaires de développement, est nécessaire pour assurer la bonne mise en œuvre des projets communautaires en réponse à l'adaptation au climat.

### Cibles futures
Le développement de sources d'énergie nouvelles et renouvelables est l'un des projets clés de Kenya Vision 2030, un programme lancé par l'ancien président Mwai Kibaki pour transformer le Kenya en un pays nouvellement industrialisé à revenu intermédiaire. Au cours de la dernière décennie, le Kenya a élargi son accès à l'électricité de moins de 30% à plus de 75%. Conformément à l'objectif de développement durable 7, le Kenya vise à atteindre l'accès universel à l'énergie durable pour tous, à doubler le taux mondial d'efficacité énergétique et à doubler la part mondiale du mix énergétique renouvelable d'ici 2030. Pour ce faire, le gouvernement kenyan a lancé la Stratégie nationale d'électrification du Kenya en 2018 pour fournir des options hors réseau, des mini-réseaux et des systèmes solaires autonomes aux communautés rurales. En partenariat avec la Banque mondiale et d'autres institutions, le projet a soutenu les efforts du gouvernement pour étendre l'accès à l'électricité aux comtés du nord et du nord-est du Kenya grâce à la fourniture par le secteur privé de produits solaires hors réseau. De même, le gouvernement kenyan a également lancé le prospectus d'investissement pour attirer les investissements dans le secteur énergétique du pays. Le Prospectus est destiné à aider les investisseurs et les financiers à identifier les opportunités dans la production, la transmission, la distribution et l'électrification hors réseau pour répondre à l'offre prévue, comme indiqué dans Kenya Vision 2030.

## Défis

### Précarité énergétique
La pauvreté énergétique est un problème persistant au Kenya, en particulier dans les communautés rurales. Seulement 40% de la population du Kenya a accès à une électricité fiable. Malgré les efforts du gouvernement pour subventionner les raccordements électriques, de nombreux ménages sont situés loin du réseau national, où il ne serait pas économiquement viable d'étendre l'électricité. Dans de tels cas, les familles dépendent souvent du bois de chauffage et du charbon de bois pour satisfaire leurs besoins énergétiques de base, qui ne sont pas fiables et pourraient entraîner une pollution de l'air intérieur. Des études ont montré que les faibles taux d'électrification dans les communautés rurales sont corrélés à des niveaux d'éducation inférieurs et à une espérance de vie plus faible. Pris ensemble, ces résultats soulignent l'importance de fournir un accès à des services énergétiques modernes pour améliorer le niveau de vie. Pour résoudre le problème de la pauvreté énergétique, la stratégie nationale d'électrification du Kenya a utilisé un outil de planification géospatiale pour identifier les options technologiques les moins coûteuses et les investissements associés nécessaires pour fournir une électricité abordable et fiable aux populations éloignées à faible revenu. En particulier, les systèmes photovoltaïques payants ont été assez efficaces dans les endroits où l'extension du réseau n'est pas viable. Le principal défi est d'atteindre l'échelle nécessaire pour que cette stratégie de livraison soit financièrement viable.

### Potentiel d'énergies renouvelables sous-exploité
Un autre défi avec les énergies renouvelables au Kenya est qu'une proportion substantielle des ressources d'énergie renouvelable est inexploitée. Bien que la majorité du mix électrique du Kenya provienne de sources renouvelables, le Kenya n'exploite qu'environ 30% de ses sources hydroélectriques, 4% de ses ressources géothermiques et une proportion beaucoup plus faible de ses potentiels éolien et solaire. La forte dépendance vis-à-vis du pétrole importé et de la biomasse ligneuse exerce une pression importante sur les forêts restantes et accélère le processus de dégradation des terres. En outre, la demande d'électricité dépasse la capacité de production installée, et des incitations supplémentaires sont nécessaires pour inciter les investisseurs privés à investir dans des projets d'énergie renouvelable au Kenya.